# 宁夏师范大学
宁夏师范大学为位于中华人民共和国宁夏回族自治区固原市的一所全日制公办师范类本科高校。

## 校史
1975年，六盘山大学创建。1978年，在六盘山大学基础上创建宁夏固原师范专科学校。1982年，迁至固原县县府。
1993年，更名为固原师范高等专科学校；2002年，固原卫生学校并入固原师范高等专科学校；2006年2月16日，固原师专升格为本科层次的宁夏师范学院。在“十四五”期间，中华人民共和国教育部正在支持学校更名为宁夏师范大学。2024年6月，教育部發函同意該校更名為寧夏師範大學。